# دختر گمشده (رمان)
دختر گمشده (انگلیسی: Gone Girl) یک رمان دلهره‌آور از گیلیان فلین است که در سال ۲۰۱۲ منتشر شده و در صدر لیست پرفروش‌ترین کتاب‌های سال قرار گرفت. رمان در هر فصل از نگاه یکی از شخصیت‌های اصلی (نیک دان / ایمی دان) روایت می‌شود و خواننده را در تعلیقی مدام نگاه می‌دارند تا این که حقایق فاش شود و مثالی از زیر سبکی به نام «نوآر خانگی» در رمان‌های امروز است. منتقدان این کتاب را به خاطر روایت نامطمئن آن، تعلیق و پیچ‌های داستانی‌اش بسیار ستودند.
فیلم دختر گمشده به کارگردانی دیوید فینچر اقتباسی از این رمان است که در سال ۲۰۱۴ ساخته شد.